# Magdalena penitentă (Tițian, Sankt Petersburg)
Magdalena penitentă (intitulată Maria Magdalena Penitentă în Schit) este o pictură în ulei pe pânză a lui Tițian, din c. anii 1560. O înfățișează pe Sfânta Maria Magdalena. Pictura se găsește la Muzeul Ermitaj din Sankt Petersburg. 

## Istorie și descriere
Pictura o înfățișează pe Maria Magdalena care a petrecut mulți ani în deșert, ispășindu-și păcatele. Privește spre Cer, cu lacrimi în ochi. Fundalul este foarte întunecat, mai ales în stânga.Cerul care se întunecă, spre dreapta, arată un copac care pare să fie în bătaia vântului. Spre deosebire de versiunea lui din 1531 pe același subiect, Titian a acoperit goliciunea Mariei Magdalena și a introdus o vază, o carte deschisă și un craniu ca un memento mori. Coloristica sa este mult mai matură decât lucrările sale incipiente, folosind culori care să se armonizeze cu personajul. În fundal, cerul este scăldat în razele Soarelui care apune, cu o stâncă întunecată care contrastează cu figura puternic luminată a Mariei Magdalena.

## Proveniență
Lucrarea de artă a fost achiziționată de la Galeria Barbarigo din Veneția, Italia și a intrat în Muzeul Ermitaj în anul 1850. Titian a păstrat pictura pentru el și a fost vândută postmortem de către fiul său împreună cu alte picturi lui Cristoforo Barbarigo.